# Jakub Surovčík
Jakub Surovčík (* 28. června 2002) je slovenský fotbalový brankář, který hraje za Slavii prahu
Začínal v mládeži Slavie a pokračoval přes B-tým. Z něho byl poslán na hostování do Vlašimi, v sezóně 2021/2022 přestoupil do Jablonce. Od roku 2023 hraje za Slavii, se kterou se stal mistrem České ligy v sezóně 23/24a vyhrál Český fotbalový pohár-MOL Cup 2023/2024
Je bývalým Slovenským mládežnickým reprezentantem, hrál za Slovenskou reprezentaci do 21 let

## Klubová kariéra

### SK Slavia Praha „B“
V sezóně 20/21 Jakub Surovčík odchytal 7 zápasů za B tým pražské Slavie, a tak byl poslán na hostování do klubu FK Vlašim.

### FK Vlašim
Hostování do FK Vlašim ze strany Slavie nebylo moc povedené jelikož tam Jakub Surovčík nedostal na hřišti ani jednu minutu.

### FK Jablonec
Když pro Surovčíka již nebylo ve Slavii místo, přestoupil do Surovčík FK Jablonce  jako volný hráč, kde za dvě sezóny v B týmu Jablonce odchytal celkem 20 zápasů(21/22 8 a 22/23 12) a v sezóně 22/23 3 zápasy za hlavní tým Jablonce.

### AC Sparta Praha
V létě roku 2023 přestoupil Surovčík do Pražské Sparty, kde působí až do teď, kde odchytal v sezóně 23/24 17 zápasů za AC Sparta Praha „B“ a v sezoně 24/25 10 zápasů*. Svůj debut A tým Sparty měl 25.2.2025 v zápase českého ligového poháru(MOL Cup 2024/2025)AC Sparta Praha3:0FK Dukla Praha
*=všechy údaje z článku klubová kariéra jsou aktuální k 25.2.2025